# Niceforo Parsacuteno
Niceforo Parsacuteno in greco Νικηφόρος Παρσακουτηνός?, Nikephoros Parsakoutenos (fl. X secolo) è stato un nobile bizantino e nipote dell'imperatore Niceforo II Foca (regno 963–969).

## Biografia
Il cognome della famiglia (erroneamente scritto Παρσακουντηνός, Parsakountenos, in alcuni manoscritti) deriva dalla località di “Parsakoute” (Παρσακούτη). Suo padre, Teodulo Parsacuteno, sposò una gentildonna del potente clan dei Foca, apparentemente figlia del generale di Barda Foca il Vecchio, padre del generale e futuro imperatore Niceforo II Foca (regnante nel 963-969). Niceforo aveva due fratelli, Barda e Teodoro e pare fosse il più giovane dei figli di Teodulo.
Secondo le fonti arabe, in una battaglia a Adata il 19 ottobre 954 Teodulo Parsacutenos e uno dei suoi figli, Barda o il più giovane Niceforo, furono fatti prigionieri dall'emiro hamdanide Sayf al-Dawla. Il fratello maggiore, Teodoro, cercò di riscattare il padre e il fratello con il cugino di Sayf al-Dawla, Abū Firās, catturato nell'autunno del 962, ma solo con lo scambio di prigionieri del 23 giugno 966 i prigionieri bizantini di Sayf al-Dawla furono liberati.
I Parsakoutenoi appoggiarono la ribellione del cugino Barda Foca il Giovane contro Giovanni I Zimisce (r. 969-976) nel 970, con sede a Cesarea di Cappadocia. Tuttavia, non appena l'esercito lealista guidato da Barda Sclero gli si avvicinò, disertarono e si unirono alle forze dell'imperatore. È probabile che in seguito la famiglia sia stata esiliata e riabilitata solo nel 978, quando lo stesso Barda Foca fu richiamato in servizio attivo dall'imperatore Basilio II (r. 976-1025) per affrontare la ribellione di Barda Sclero. Nell'estate o nell'autunno del 979, dopo che Sclero era stato sconfitto, alcuni dei suoi sostenitori rimasero ribelli nelle fortezze che controllavano, dalle quali conducevano incursioni. Niceforo fu inviato nel thema della Tracia, dove convinse i sostenitori di Sclero ad arrendersi con la promessa di un'amnistia da parte dell'imperatore.